# Grand Prix-wegrace van Zwitserland 1950
De Grand Prix-wegrace van Zwitserland 1950 was de vierde race van het wereldkampioenschap wegrace-seizoen 1950. De races werden verreden op 23 juli 1950 op Circuit des Nations, een stratencircuit in de stad Genève. In Zwitserland reden vier klassen: 500 cc, 350 cc, 250 cc en de zijspanklasse.

## Algemeen
Het programma van de Zwitserse Grand Prix was ten opzichte van het seizoen 1949 gewijzigd. In dat jaar reden alle klassen, maar moest de 250cc-klasse al op zaterdag rijden. Nu liet men de 125cc-klasse vervallen, waardoor het programma op één dag kon worden afgewikkeld. Vooral AJS deed het opmerkelijk goed. Terwijl de 500cc-AJS Porcupine en de 350cc-AJS Boy Racer nog geen goede resultaten had geboekt in de eerdere GP's, won Les Graham plotseling beide klassen en ook Ted Frend en Dickie Dale scoorden punten.

## 500cc-klasse
Les Graham won de 500cc-race met een ruime voorsprong van meer dan een minuut op Umberto Masetti. Dat was opmerkelijk, want in de TT van Man was Graham met zijn AJS E90 "Porcupine" door de Nortons op grote achterstand gereden terwijl Masetti de beide races waarin hij startte moeiteloos gewonnen had. Het bracht de spanning in het 500cc-kampioenschap voor een deel terug, want Graham deelde de derde plaats nu met Geoff Duke op slechts één punt achterstand op Nello Pagani. Door zijn tweede plaats hield Masetti de schade beperkt en bleef hij ruim aan de leiding staan.
| Pos | Coureur          | Merk       | Tijd      | Punten |
| --- | ---------------- | ---------- | --------- | ------ |
| 1   | Les Graham       | AJS        | 1:36"57"0 | 8      |
| 2   | Umberto Masetti  | Gilera     | +1"14"0   | 6      |
| 3   | Carlo Bandirola  | Gilera     | +1"15'2   | 4      |
| 4   | Geoff Duke       | Norton     | +1"44"0   | 3      |
| 5   | Harold Daniell   | Norton     |           | 2      |
| 6   | Johnny Lockett   | Norton     |           | 1      |
| 7   | Georges Cordey   | Norton     |           |        |
| 8   | Ken Armstrong    | MV Agusta  |           |        |
| 9   | Georges Houel    | Gilera     |           |        |
| 10  | Nello Pagani     | Gilera     |           |        |
| 11  | Albert Moule     | Norton     |           |        |
| 12  | Arciso Artesiani | MV Agusta  |           |        |
| 13  | Benoît Musy      | Moto Guzzi |           |        |
| 14  | Hans Haldemann   | Norton     |           |        |
| 15  | Jim Swarbrick    | Norton     |           |        |

| Coureur        | Merk       | Oorzaak |
| -------------- | ---------- | ------- |
| Ted Frend      | AJS        | Val     |
| Harry Hinton   | Norton     | Val     |
| Alfredo Milani | Gilera     | Motor   |
| Syd Jensen     | Triumph    |         |
| Phil Heath     | Norton     |         |
| Bob Foster     | Moto Guzzi |         |

| Coureur        | Merk   | Oorzaak   |
| -------------- | ------ | --------- |
| Artie Bell     | Norton | Blessures |
| Eric McPherson | Norton |           |
| Dickie Dale    | Norton |           |
| Jock West      | AJS    |           |
| Reg Armstrong  | AJS    |           |

### Top tien tussenstand 500cc-klasse
| Pos | Coureur         | Merk   | Ptn |
| --- | --------------- | ------ | --- |
| 1   | Umberto Masetti | Gilera | 22  |
| 2   | Nello Pagani    | Gilera | 12  |
| 3   | Geoff Duke      | Norton | 11  |
| 3   | Les Graham      | AJS    | 11  |
| 5   | Carlo Bandirola | Gilera | 10  |
| 6   | Artie Bell      | Norton | 6   |
| 7   | Harry Hinton    | Norton | 5   |
| 7   | Johnny Lockett  | Norton | 5   |
| 9   | Ted Frend       | AJS    | 4   |
| 9   | Harold Daniell  | Norton | 4   |

## 350cc-klasse
Ondanks de slechte resultaten in de vorige races won Les Graham met zijn AJS 7R de 350cc-race in Zwitserland. Bob Foster hield de schade echter beperkt door tweede te worden en ook Geoff Duke behield zijn tweede plaats in het wereldkampioenschap.
| Pos | Coureur        | Merk      | Tijd    | Punten |
| --- | -------------- | --------- | ------- | ------ |
| 1   | Les Graham     | AJS       | 1:11"25 | 8      |
| 2   | Bob Foster     | Velocette | +0"18'  | 6      |
| 3   | Geoff Duke     | Norton    | +0"47'  | 4      |
| 4   | Reg Armstrong  | Velocette | +1"04'  | 3      |
| 5   | Ted Frend      | AJS       |         | 2      |
| 6   | Dickie Dale    | AJS       |         | 1      |
| 7   | Harry Hinton   | Norton    |         |        |
| 8   | Bill Lomas     | Velocette |         |        |
| 9   | Harold Daniell | Norton    |         |        |

| Coureur    | Merk   | Oorzaak   |
| ---------- | ------ | --------- |
| Artie Bell | Norton | Blessures |

| Coureur        | Merk      |
| -------------- | --------- |
| Eric McPherson | AJS       |
| Cecil Sandford | AJS       |
| Charlie Salt   | Velocette |
| Johnny Lockett | Norton    |

### Top tien tussenstand 350cc-klasse
| Pos | Coureur        | Merk      | Ptn     |
| --- | -------------- | --------- | ------- |
| 1   | Bob Foster     | Velocette | 22      |
| 2   | Geoff Duke     | Norton    | 16 (20) |
| 3   | Artie Bell     | Norton    | 14      |
| 4   | Les Graham     | AJS       | 11      |
| 5   | Bill Lomas     | Velocette | 7       |
| 6   | Harold Daniell | Norton    | 5       |
| 6   | Reg Armstrong  | Velocette | 5       |
| 8   | Johnny Lockett | Norton    | 4       |
| 8   | Ted Frend      | AJS       | 4       |
| 10  | Charlie Salt   | Velocette | 2       |

(Punten tussen haakjes zijn inclusief streepresultaten)

## 250cc-klasse
Dario Ambrosini was als enige Italiaan naar de TT van Man gereisd en had daar de lightweight TT gewonnen. Zijn tweede overwinning in Zwitserland bracht hem op zestien punten in het WK, waardoor de wereldtitel al zeer dichtbij kwam. Maurice Cann, tweede in Man, scoorde in Zwitserland niet en stond samen met Bruno Ruffo op de tweede plaats met slechts zes punten.
| Pos | Coureur            | Merk       | Tijd      | Punten |
| --- | ------------------ | ---------- | --------- | ------ |
| 1   | Dario Ambrosini    | Benelli    | 1:01"48'2 | 8      |
| 2   | Bruno Ruffo        | Moto Guzzi | +0"47'4   | 6      |
| 3   | Dickie Dale        | Benelli    | +0"57'8   | 4      |
| 4   | Benoît Musy        | Moto Guzzi | +2"42'8   | 3      |
| 5   | Carlo Bellotti     | Moto Guzzi | + 1 ronde | 2      |
| 6   | Onorato Francone   | Moto Guzzi | + 1 ronde | 1      |
| 7   | Roberto Colombo    | Moto Guzzi |           |        |
| 8   | Elio Scopigno      | Moto Guzzi |           |        |
| 9   | Claudio Mastellari | Moto Guzzi |           |        |

| Coureur          | Merk          |
| ---------------- | ------------- |
| Arnold Jones     | Moto Guzzi    |
| Arthur Burton    | Excelsior     |
| David Andrews    | Excelsior     |
| Fergus Anderson  | Moto Guzzi    |
| Len Bayliss      | Elbee Special |
| Maurice Cann     | Moto Guzzi    |
| Roland Pike      | Rudge         |
| Ronald Mead      | Velocette     |
| William Campbell | Excelsior     |
| Wilf Billington  | Moto Guzzi    |
| Alano Montanari  | Moto Guzzi    |
| Bruno Francisci  | Benelli       |
| Ugo Plebani      | Moto Guzzi    |

### Top tien tussenstand 250cc-klasse
| Pos | Coureur          | Merk          | Ptn |
| --- | ---------------- | ------------- | --- |
| 1   | Dario Ambrosini  | Benelli       | 16  |
| 2   | Maurice Cann     | Moto Guzzi    | 6   |
| 2   | Bruno Ruffo      | Moto Guzzi    | 6   |
| 4   | Dickie Dale      | Benelli       | 4   |
| 4   | Ronald Mead      | Velocette     | 4   |
| 6   | Benoît Musy      | Moto Guzzi    | 3   |
| 6   | Roland Pike      | Rudge         | 3   |
| 8   | Len Bayliss      | Elbee Special | 2   |
| 8   | Carlo Bellotti   | Moto Guzzi    | 2   |
| 10  | Onorato Francone | Moto Guzzi    | 1   |
| 10  | Arnold Jones     | Moto Guzzi    | 1   |

## Zijspanklasse
Ook deze tweede zijspanrace van 1950 werd gewonnen door de combinatie Eric Oliver/Lorenzo Dobelli, die daardoor ruim aan de leiding van het wereldkampioenschap gingen. Ze konden in de laatste race nog gepasseerd worden als Ercole Frigerio/Ezio Ricotti zouden winnen, maar dan hadden Oliver/Dobelli aan de derde plaats genoeg om wereldkampioen te worden. Hans Haldemann, die in de GP van België nog derde geworden was, startte in Zwitserland in de 500cc-klasse en niet bij de zijspannen.
| Pos | Coureur          | Bakkenist           | Merk   | Tijd     | Punten |
| --- | ---------------- | ------------------- | ------ | -------- | ------ |
| 1   | Eric Oliver      | Lorenzo Dobelli     | Norton | 52"59'8  | 8      |
| 2   | Ercole Frigerio  | Ezio Ricotti        | Gilera | +0"40'0  | 6      |
| 3   | Ferdinand Aubert | René Aubert         | Norton | +2"34'8  | 4      |
| 4   | Henry Meuwly     | Pierre Devaud       | Gilera | +1 ronde | 3      |
| 5   | Willy Wirth      | Fred Schürtenberger | Gilera |          | 2      |
| 6   | Marcel Masuy     | Denis Jenkinson     | BMW    |          | 1      |

| Coureur        | Bakkenist  | Merk     |
| -------------- | ---------- | -------- |
| Luigi Marcelli | Onbekend   | Onbekend |
| Giuseppe Carrù | Onbekend   | Onbekend |
| Ernesto Merlo  | Dino Magri | Gilera   |
| Alfredo Milani | Onbekend   | Gilera   |

| Coureur             | Bakkenist          | Merk   |
| ------------------- | ------------------ | ------ |
| Alphonse Vervroegen | Pierrot Vervroegen | FN     |
| Fritz Mühlemann     | Marie Mühlemann    | Norton |
| Hans Haldemann      | Josef Albisser     | Norton |
| Jakob Keller        | Gianfranco Zanzi   | Gilera |
| Ernesto Merlo       | Dino Magri         | Gilera |

### Top tien tussenstand zijspanklasse
| Pos | Coureur             | Bakkenist           | Merk   | Ptn |
| --- | ------------------- | ------------------- | ------ | --- |
| 1   | Eric Oliver         | Lorenzo Dobelli     | Norton | 16  |
| 2   | Ercole Frigerio     | Ezio Ricotti        | Gilera | 12  |
| 3   | Ferdinand Aubert    | René Aubert         | Norton | 7   |
| 4   | Hans Haldemann      | Josef Albisser      | Norton | 4   |
| 5   | Henry Meuwly        | Pierre Devaud       | Gilera | 3   |
| 6   | Alphonse Vervroegen | Pierrot Vervroegen  | FN     | 2   |
| 6   | Willy Wirth         | Fred Schürtenberger | Gilera | 2   |
| 8   | Marcel Masuy        | Denis Jenkinson     | BMW    | 1   |
| 8   | Fritz Mühlemann     | Marie Mühlemann     | Norton | 1   |

1922 · 1923 · 1924 · 1927 · 1928 · 1929 · 1930 · 1931 · 1932 · 1933 · 1935 · 1936 · 1937 · 1938 · 1946 · 
1947 ·1948 · 1949 · 1950 · 1951 · 1952 · 1953 · 1954 · 1959